# 丝瓣芹
丝瓣芹（学名：Acronema tenerum）是伞形科丝瓣芹属的植物。分布于锡金、印度以及中国大陆的西藏、云南等地，生长于海拔3,500米的地区，多生在岩石边或阴湿岩隙中，目前尚未由人工引种栽培。